# Nuoto ai campionati europei di nuoto 2024 - 800 metri stile libero maschili
La gara degli 800 metri stile libero maschili dei campionati europei di nuoto 2024 si è svolta il 18 e il 19 giugno 2024 presso il Centro Sportivo Milan Gale Muškatirović di Belgrado.

## Podio
| Pos.    | Atleta            | Nazione  |
| ------- | ----------------- | -------- |
| Oro     | Mychajlo Romančuk | Ucraina  |
| Argento | Dimitrios Markos  | Grecia   |
| Bronzo  | Zalán Sárkány     | Ungheria |

## Record
Prima della manifestazione il record del mondo (RM) e il record dei campionati (RC) erano i seguenti.
|  | 7'32"12 | Zhang Lin            | 29 luglio 2009 Roma    |
|  | 7'39"19 | Daniel Wiffen        | 26 luglio 2023 Fukuoka |
|  | 7'40"86 | Gregorio Paltrinieri | 13 agosto 2022 Roma    |

Durante la competizione non sono stati migliorati record.

## Programma
| Data           | Ora   | Turno    |
| -------------- | ----- | -------- |
| 18 giugno 2024 | 10:35 | Batterie |
| 19 giugno 2024 | 20:07 | Finale   |

## Risultati

### Batterie
| Pos. | Batteria | Corsia | Atleta                 | Nazionalità          | Tempo       | Note |
| ---- | -------- | ------ | ---------------------- | -------------------- | ----------- | ---- |
| 1    | 3        | 4      | Mychajlo Romančuk      | Ucraina              | 7'48"22     | Q    |
| 2    | 3        | 6      | Zalán Sárkány          | Ungheria             | 7'50"36     | Q    |
| 3    | 3        | 3      | Dimitrios Markos       | Grecia               | 7'50"38     | Q    |
| 4    | 3        | 2      | Krzysztof Chmielewski  | Polonia              | 7'50"51     | Q    |
| 5    | 2        | 4      | Kuzey Tunçelli         | Turchia              | 7'53"92     | Q    |
| 6    | 2        | 3      | Nathan Wiffen          | Irlanda              | 7'54"60     | Q    |
| 7    | 2        | 6      | Muhammed Özden         | Turchia              | 7'55"56     | Q    |
| 8    | 2        | 5      | Henrik Christiansen    | Norvegia             | 7'55"62     | Q    |
| 9    | 3        | 5      | Jon Jøntvedt           | Norvegia             | 8'01"04     |      |
| 10   | 2        | 7      | Džiugas Miškinis       | Lituania             | 8'04"06     |      |
| 11   | 2        | 1      | Marin Mogić            | Croazia              | 8'08"63     |      |
| 12   | 3        | 8      | Nikola Ratkov          | Serbia               | 8'09"34     |      |
| 13   | 2        | 2      | László Gálicz          | Ungheria             | 8'11"78     |      |
| 14   | 3        | 9      | Loris Bianchi          | San Marino           | 8'12"19     |      |
| 15   | 2        | 0      | Filip Kuruzović        | Bosnia ed Erzegovina | 8'12"37     |      |
| 16   | 1        | 4      | Mihailo Gašić          | Serbia               | 8'16"14     |      |
| 17   | 2        | 8      | Michal Judickij        | Rep. Ceca            | 8'16"66     |      |
| 18   | 3        | 0      | Nikola Simić           | Serbia               | 8'18"33     |      |
| 19   | 3        | 7      | Bartosz Kapala         | Polonia              | 8'18"51     |      |
| 20   | 2        | 9      | Kevin Pereira Teixeira | Andorra              | 8'21"90     |      |
| 21   | 3        | 1      | Yordan Yanchev         | Bulgaria             | 8'24"04     |      |
| 22   | 1        | 5      | Nikola Ǵuretanoviḱ     | Macedonia del Nord   | 8'31"13     |      |
| DNS  | 1        | 3      | Jovan Lekić            | Bosnia ed Erzegovina | Non partito |      |

### Finale
| Pos.    | Corsia | Atleta                | Nazionalità | Tempo   | Note |
| ------- | ------ | --------------------- | ----------- | ------- | ---- |
| Oro     | 4      | Mychajlo Romančuk     | Ucraina     | 7'46"20 |      |
| Argento | 3      | Dimitrios Markos      | Grecia      | 7'48"59 |      |
| Bronzo  | 5      | Zalán Sárkány         | Ungheria    | 7'49"29 |      |
| 4       | 6      | Krzysztof Chmielewski | Polonia     | 7'49"44 |      |
| 5       | 8      | Henrik Christiansen   | Norvegia    | 7'50"88 |      |
| 6       | 2      | Kuzey Tunçelli        | Turchia     | 7'54"12 |      |
| 7       | 1      | Muhammed Özden        | Turchia     | 7'55"32 |      |
| 8       | 7      | Nathan Wiffen         | Irlanda     | 8'03"74 |      |